# Alpesi tölcsérliliom
Az alpesi tölcsérliliom (Paradisea liliastrum) az egyszikűek (Liliopsida) osztályának a spárgavirágúak (Asparagales) rendjébe, ezen belül a spárgafélék (Asparagaceae) családjába tartozó faj.

## Előfordulása
Az alpesi tölcsérliliom elterjedési területe a Pireneusok, az Alpok déli része, a Jura-hegység, az Appenninek és az egykori Jugoszlávia hegyvidékei.

## Megjelenése
Az alpesi tölcsérliliom 30-50 centiméter magas, évelő növény. Szára nyúlánk, felálló, levéltelen. Valamennyi levele tőállású, fűszerű, lapos, szálas, vállánál hüvelyszerűen kiszélesedett és szárölelő. A hófehér, illatos virágok harang vagy tölcsér alakúak, laza, többnyire 4-10 virágú, egyoldalra néző fürtben állnak. A virágzati fellevelek szárölelők, hegyesek, a kocsánynál hosszabbak. A 4-5 centiméter hosszú, hegyes, 3 erű lepellevelek alsó részükön felállók, majd széthajlók. A 6 porzó rövidebb a lepelleveleknél. A termés tojás alakú, háromszögletű, fekete tok.

## Életmódja
Az alpesi tölcsérliliom magashegyi réteken, mély rétegű, vályogos talajokon nő, 2500 méter magasságig.
A virágzási ideje májustól július végéig tart. Különösen éjjel illatozik. A virágból kinyúló porzók az éjjeli lepkéknek jó leszállóhelyet nyújtanak.

## Képek

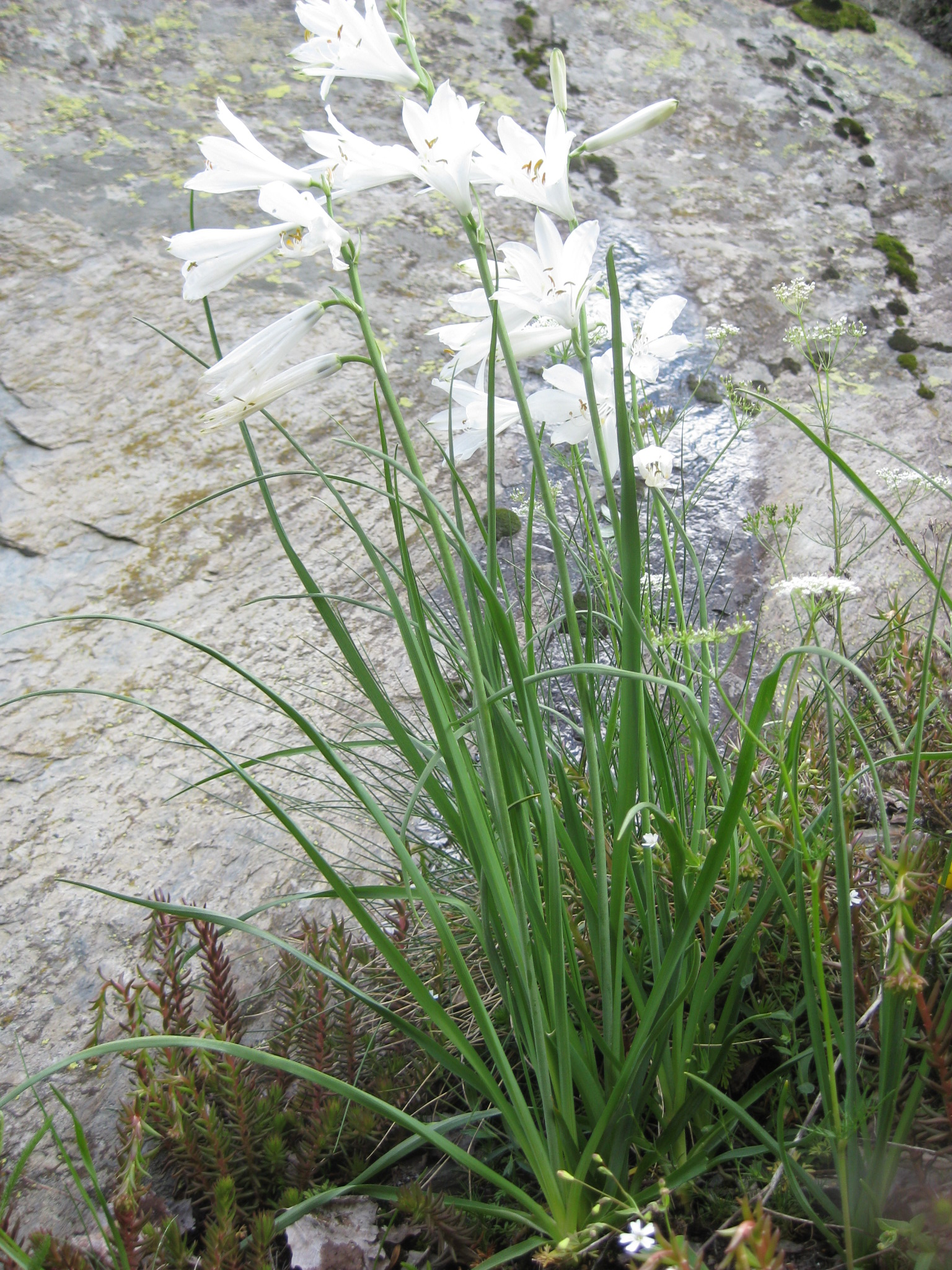
A növény
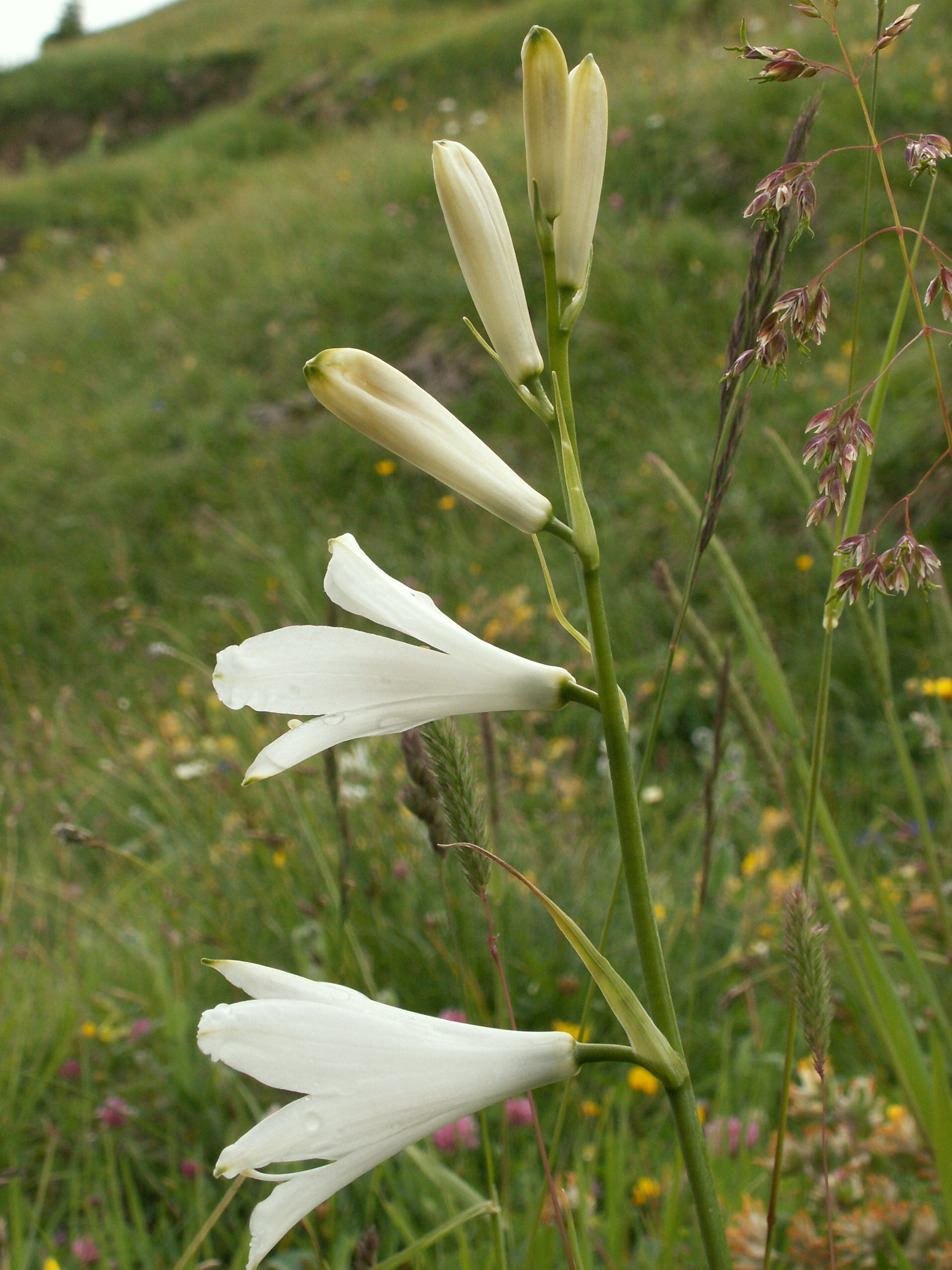
virágai
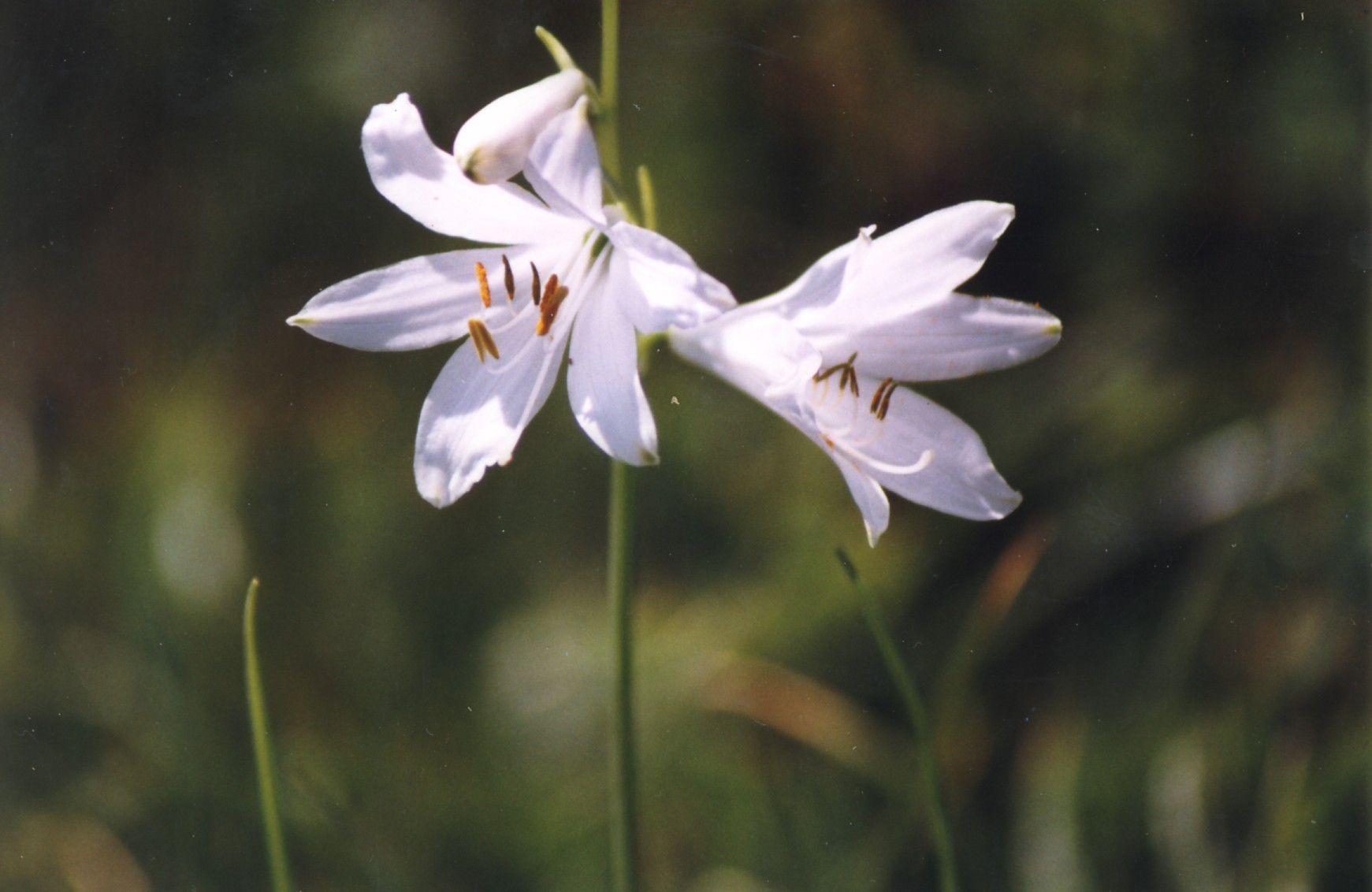
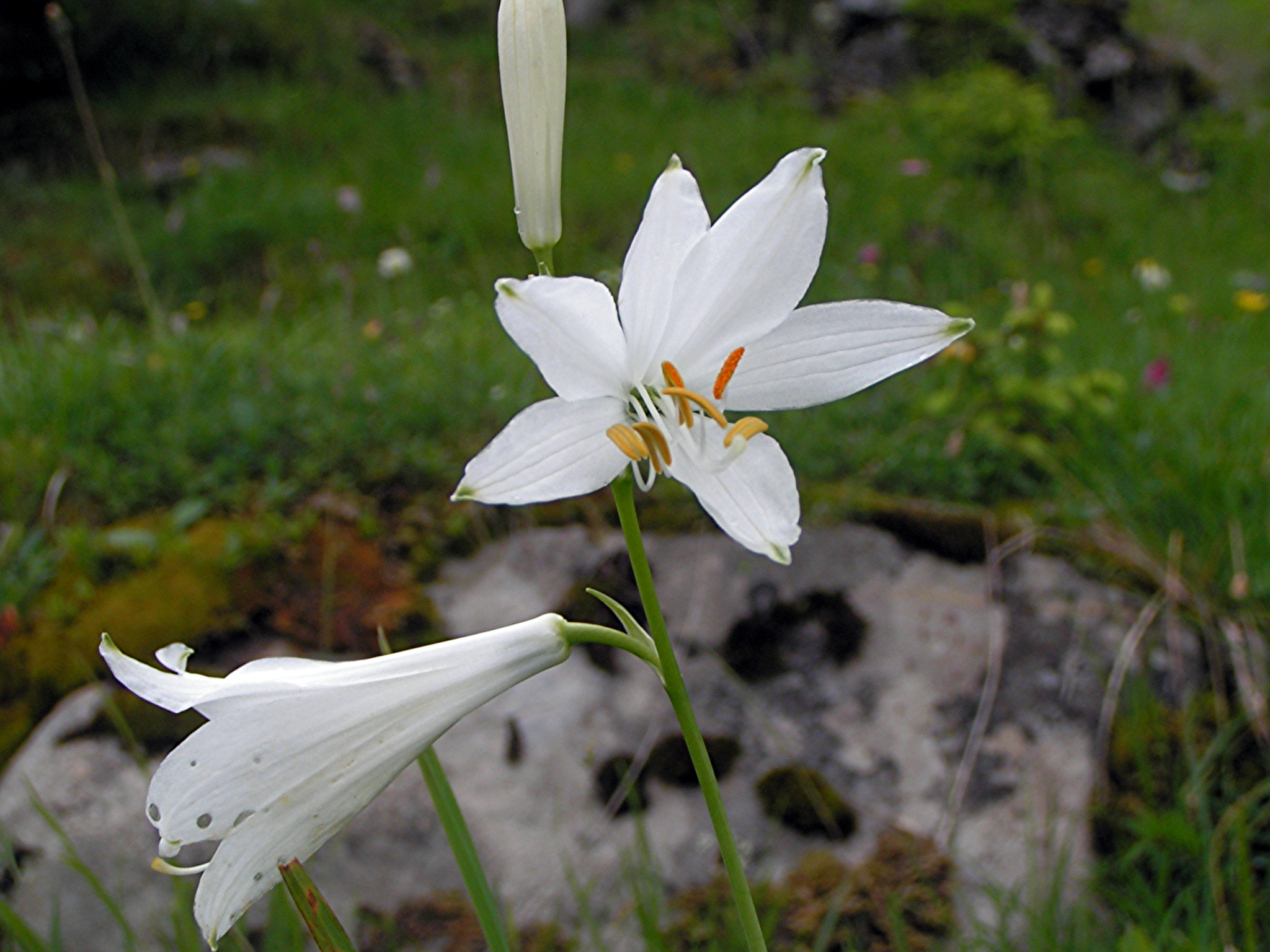
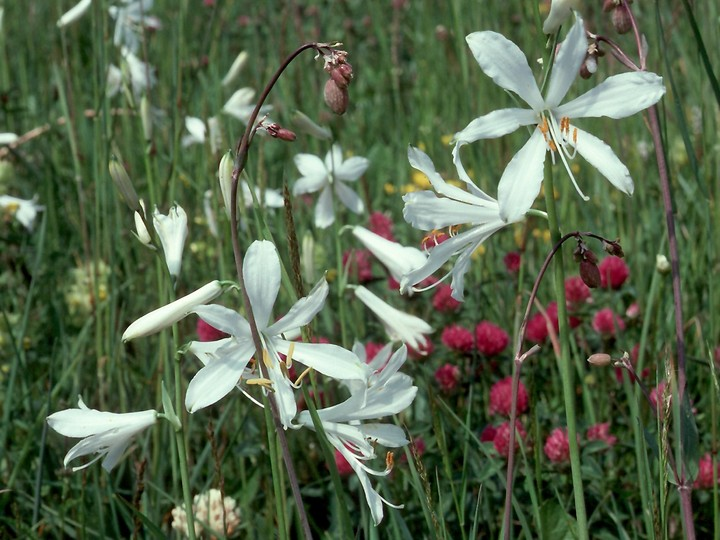
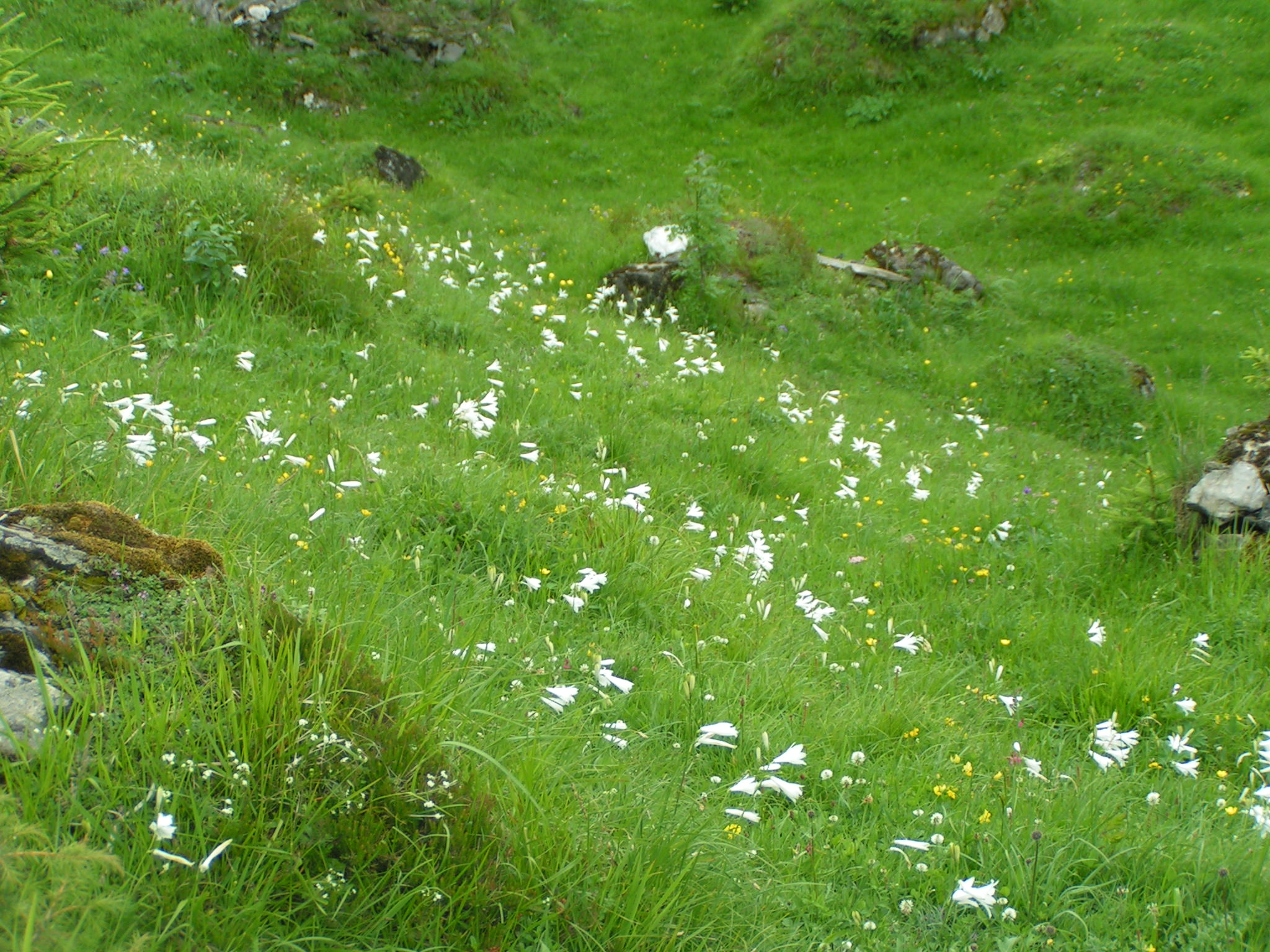
Az élőhelyén
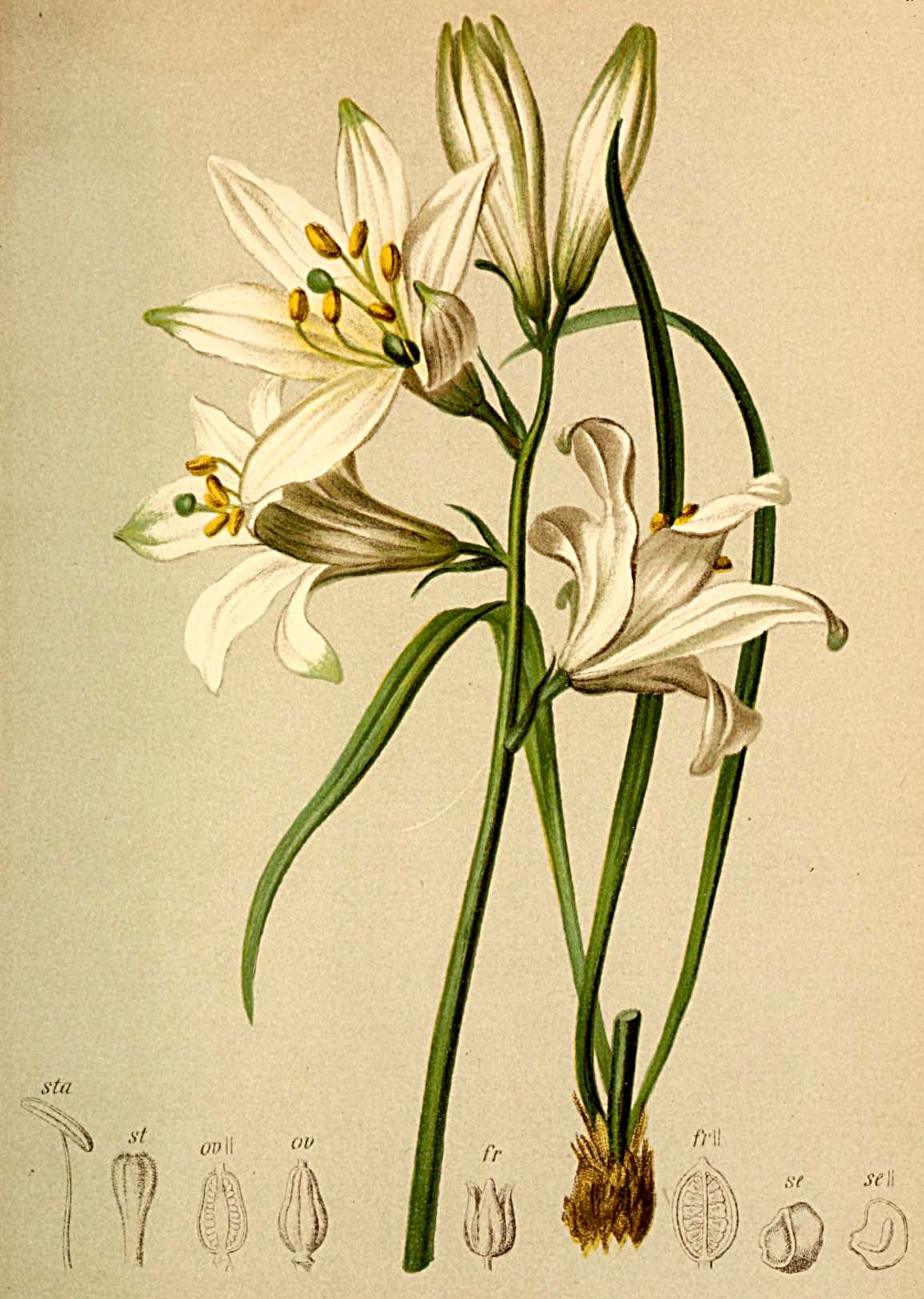
Rajz a növényről